# Palacio 'Iolani

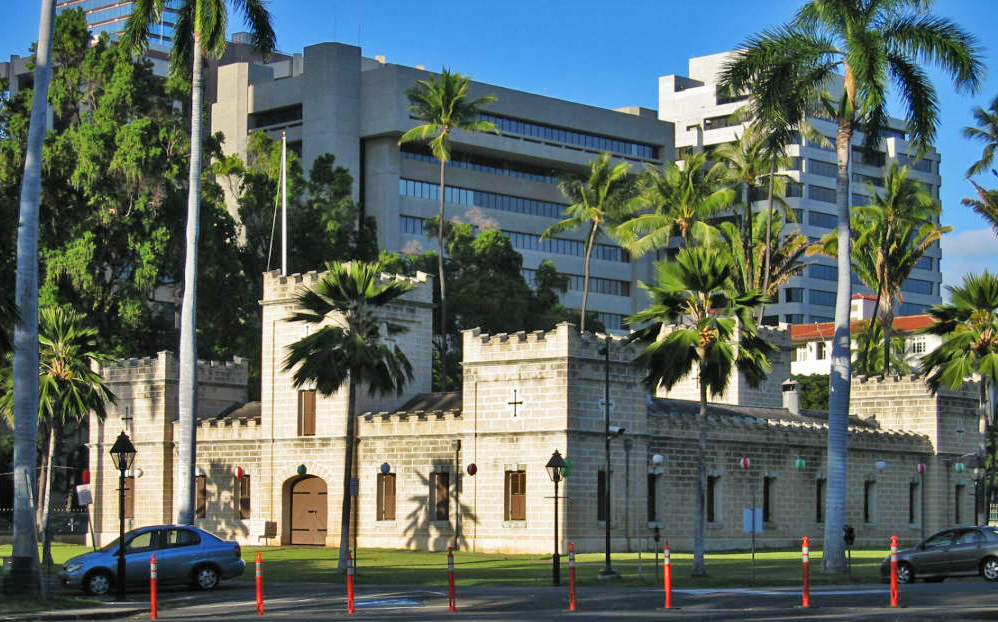
Los antiguos Barracones de 'Iolani, estructura cerca del Palacio 'Iolani, albergaba a la Guardia Real.

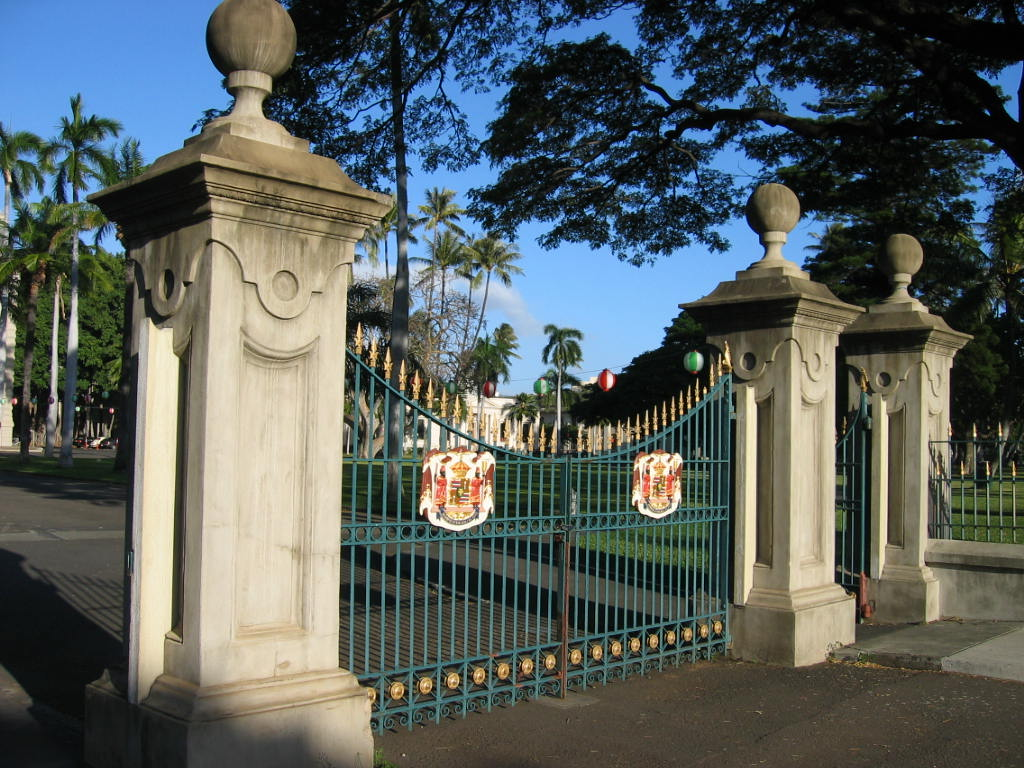
Puertas del Palacio ʻIolani con el escudo real de armas aún.

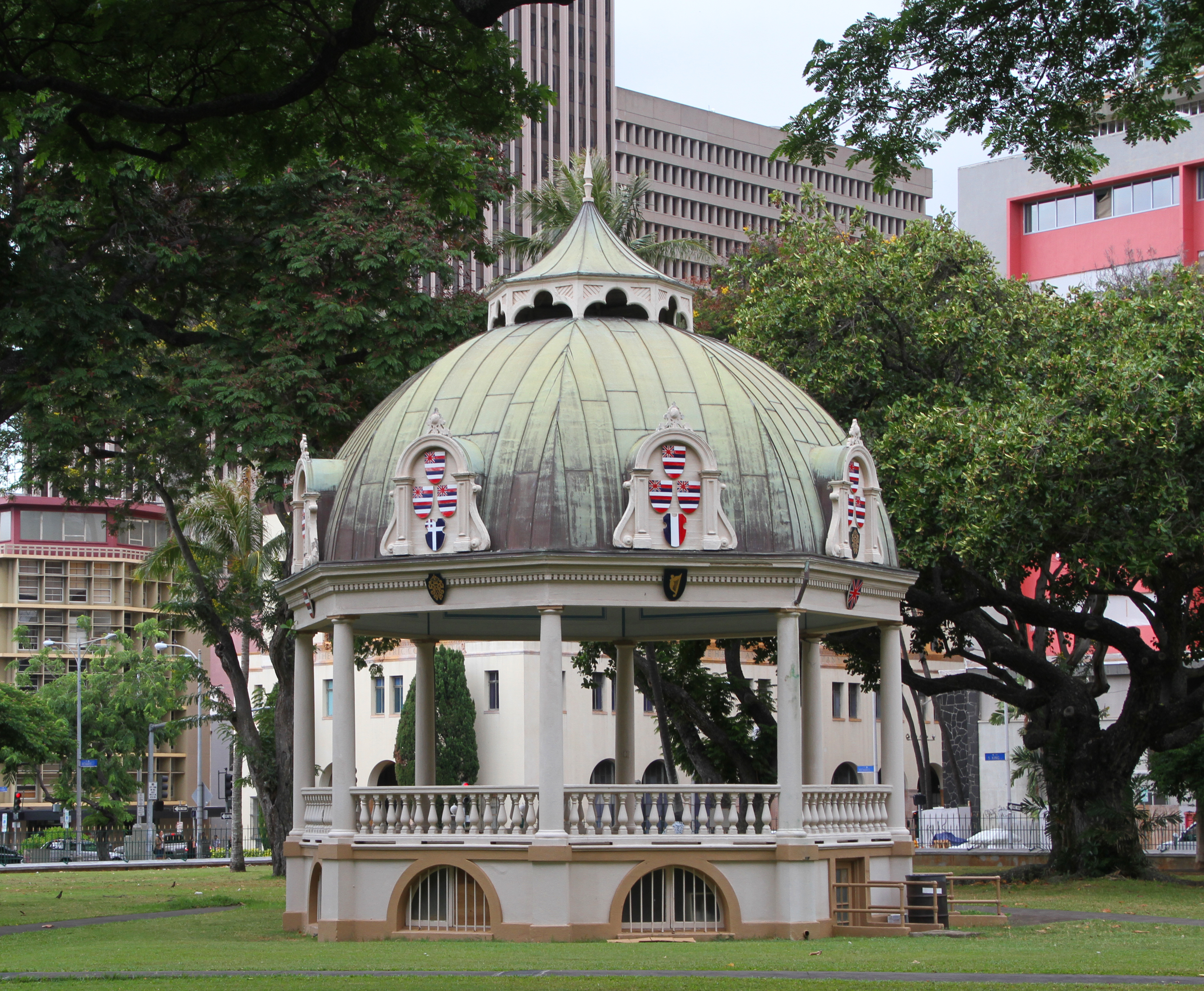
El templete para la coronación del Rey David Kalākaua y la Reina Kapiʻolani en 1883, totalmente íntegro.

El Palacio 'Iolani (en inglés, ʻIolani Palace) se encuentra en el distrito del capitolio del centro de Honolulu, en el estado de Hawái, en los Estados Unidos. Es el único palacio real que se ha utilizado como residencia oficial por un monarca reinante en los Estados Unidos y es considerado un Lugar Histórico Nacional dentro del Registro Nacional de Lugares Históricos. Dos monarcas ocuparon el trono en el Palacio ʻIolani: el rey Kalākaua y la reina Liliʻuokalani.

## Palacio Real
La estructura del Palacio ʻIolani que existe hoy en día corresponde en realidad al segundo Palacio ʻIolani que ocupa los terrenos del palacio. El palacio original, levantado durante el reinado de Kamehameha IV, era un edificio de un piso de altura hecho de bloques de coral. El edificio fue bautizado "ʻIolani Palace," como uno de los nombres de pila de Kamehameha IV (el nombre completo era Alexander Liholiho ʻIolani). Sirvió de residencia oficial del monarca durante los reinados de Kamehameha IV , Kamehameha V, Lunalilo y la primera parte del reinado de Kalākaua. La estructura original era de un diseño muy sencillo y era más una casa solariega que un palacio.
ʻIolani significa Halcón Celestial o Halcón Real.
El Rey Kamehameha V fue el primer monarca en idear un palacio real acorde con la soberanía de un estado moderno como Hawái. Encargó la construcción de Aliʻiōlani Hale como residencia oficial de la monarquía hawaiana. El edificio se construyó al otro lado de la calle a partir de la estructura del Palacio ʻIolani original. En aquella época, Hawái necesitaba desesperadamente un edificio gubernamental, puesto que los inmuebles de la época eran muy pequeños y estrechos. En último término, Aliʻiōlani Hale se convirtió en edificio administrativo en lugar de un palacio, como sede de la magistratura del Reino de Hawái y de diversos ministerios.
En el momento de subir al trono David Kalākaua, el Palacio ʻIolani original estaba en muy malas condiciones, con graves problemas de termitas. Este ordenó que arrasaran el palacio.
Kalākaua fue el primer monarca en viajar por todo el mundo. Mientras visitaba otros estados soberanos, tomó nota de los majestuosos palacios que poseían los monarcas. Al igual que Kamehameha V, soñaba con un palacio real digno de un estado moderno soberano como Hawái. Encargó la construcción de un nuevo Palacio ʻIolani, justo al otro lado de la calle desde Aliʻiōlani Hale, que fuera la residencia oficial de la monarquía hawaiana. La construcción del edificio finalizó en 1882 y sirvió de residencia oficial de la realeza hawaiana hasta el derrocamiento de esta en 1893.

## Edificio del Capitolio
Coincidiendo con el derrocamiento de la monarquía por parte del Comité de Seguridad en 1893, el Palacio ʻIolani se reconvirtió en el edificio del estado del recién formado Gobierno Provisional de Hawái. Luego fue el capitolio de la República de Hawái, del Territorio de Hawái y del Estado de Hawái albergó las oficinas de los respectivos gobernadores y asambleas legislativas.

## Restauración
El entonces Gobernador de Hawái, John A. Burns, supervisó la construcción del Capitolio Estatal de Hawái justo detrás del Palacio ʻIolani. Cuando terminó la construcción en 1969, el gobernador Burns decidió vaciar todas las oficinas gubernamentales del Palacio ʻIolani y emprender un ambicioso proyecto de restauración. Concibió devolver el Palacio de ʻIolani al pueblo de Hawái en recuerdo de la querida familia real que había residido allí décadas atrás. Cuando culminó la restauración, el Palacio ʻIolani se abrió al público en 1978 para visitas guiadas y acontecimientos especiales.

## Hitos insólitos
- La serie de ficción, Hawaii Five-0, usó tomas exteriores del Palacio ʻIolani como la comisaría de policía.
- El Palacio ʻIolani posee una rara arquitectura insólita. Este estilo único se conoce como el florentino estadounidense.
- Además de ser un auténtico palacio real dentro de los Estados Unidos, abarca un gran tamaño. Además sus piezas dentro del interior fueron recuperadas de los coleccionistas, las partes destruidas fueron restauradas y se siguió una tendencia occidental-africana con más piezas ajenas donadas.